# Palmarès della Pallacanestro Olimpia Milano

L'Olimpia Milano della stagione 1986-87, artefice del treble formato da campionato, Coppa Italia e Coppa dei Campioni.

Il palmarès dell'Olimpia Milano, società cestistica italiana con sede a Milano, è uno dei più prestigiosi a livello europeo. Riporta numerosi trofei nazionali e internazionali sia a livello professionistico che a livello giovanile. Il primo titolo vinto nella storia della società milanese è stato il Campionato Italiano nella stagione 1935-36. Il primo trofeo internazionale in assoluto vinto dall'Olimpia Milano è stato la Coppa dei Campioni nel 1966.

## Prima squadra

### Competizioni nazionali
43 trofei
| Titolo                  | Stagione/Anno |
| Campionato italiano: 31 | 1935-36, 1936-37, 1937-38, 1938-39, 1949-50, 1950-51, 1951-52, 1952-53, 1953-54, 1956-57 1957-58, 1958-59, 1959-60, 1961-62, 1962-63, 1964-65, 1965-66, 1966-67, 1971-72, 1981-82 1984-85, 1985-86, 1986-87, 1988-89, 1995-96, 2013-14, 2015-16, 2017-18, 2021-22, 2022-23 2023-24 |
| Coppa Italia: 8         | 1972, 1986, 1987, 1996, 2016, 2017, 2021, 2022 |
| Supercoppa: 4           | 2016, 2017, 2018, 2020 |

### Competizioni internazionali
9 trofei
| Titolo                     | Stagione/Anno             |
| Coppa Intercontinentale: 1 | 1987                      |
| Coppa dei Campioni: 3      | 1965-66, 1986-87, 1987-88 |
| Coppa delle Coppe: 3       | 1970-71, 1971-72, 1975-76 |
| Coppa Korać: 2             | 1984-85, 1992-93          |

## Settore giovanile
| Titolo                          | Stagione/Anno                                                               |
| Campionato italiano Under 21: 1 | 2005-2006                                                                   |
| Campionato italiano Under-19: 7 | 1959-1960, 1961-1962, 1969-1970, 1976-1977, 1977-1978, 1997-1998, 1998-1999 |
| Campionato italiano Under-17: 6 | 1971-1972, 1974-1975, 1978-1979, 1981-1982, 1987-1988, 2012-2013            |
| Campionato italiano Under-15: 5 | 1972-1973, 1977-1978, 1984-1985, 1985-1986, 2010-2011                       |
| Campionato italiano Under-14: 1 | 2013-2014                                                                   |